# Épidermolyse bulleuse
L'épidermolyse bulleuse est un groupe de maladies rares qui se traduisent par la formation de cloques sur la peau et les muqueuses. Les cloques surviennent à la suite d'un traumatisme mineur ou d'une friction et sont douloureuses. Sa gravité peut aller de légère à fatale. L'EB héréditaire est une maladie rare dont la prévalence aux États-Unis est de 8,2 par million de naissances vivantes. Les personnes atteintes de formes légères peuvent ne pas développer de symptômes avant de commencer à ramper ou à marcher. Les complications peuvent inclure un rétrécissement de l'œsophage, un cancer de la peau à cellules squameuses et la nécessité d'amputations. L'EB est observable à partir de la naissance ou au cours de l’enfance.
L'EB est due à une mutation dans au moins un des 16 gènes différents. Certains types sont autosomiques dominants tandis que d'autres sont autosomiques récessifs. Le mécanisme sous-jacent est un défaut d'attachement entre les couches de la peau ou à l'intérieur de celles-ci. La perte ou la diminution de la fonction du collagène de type VII entraîne une faiblesse de l'architecture structurelle de la jonction dermo-épidermique  et des muqueuses. Il existe quatre types principaux : l'épidermolyse bulleuse simplex , l'épidermolyse bulleuse dystrophique, l'épidermolyse bulleuse jonctionnelle et le syndrome de Kindler. Le diagnostic est suspecté sur la base des symptômes et confirmé par une biopsie de la peau ou un test génétique,.
Il n'existe pas de traitement pour cette maladie. La prise en charge comprend le soin des plaies, le contrôle de la douleur, la lutte contre les infections, le soutien nutritionnel, ainsi que la prévention et le traitement des complications. Environ un demi-million de personnes sont touchées dans le monde. La maladie est également fréquente chez les hommes et les femmes,,. Les enfants atteints de cette maladie sont appelés les « enfants papillon ».
En 1985, la première association française pour la recherche sur l’EB a été fondée: EBAE, soit l’Épidermolyse Bulleuse Association d’Entraide. Le 28 mai 2011, l’EBAE a rejoint le réseau international DEBRA (Dystrophic Epidermolysis Bullosa Research Association) et a été rebaptisée DEBRA France. DEBRA a pour objectif principal d’aider les personnes atteintes d’épidermolyse bulleuse, en finançant la recherche scientifique et clinique, promouvant la sensibilisation à la maladie et offrant diverses ressources au public. Pour plus d’information, consulter leur site-web: [https://www.debra.fr/]

## Types cliniques

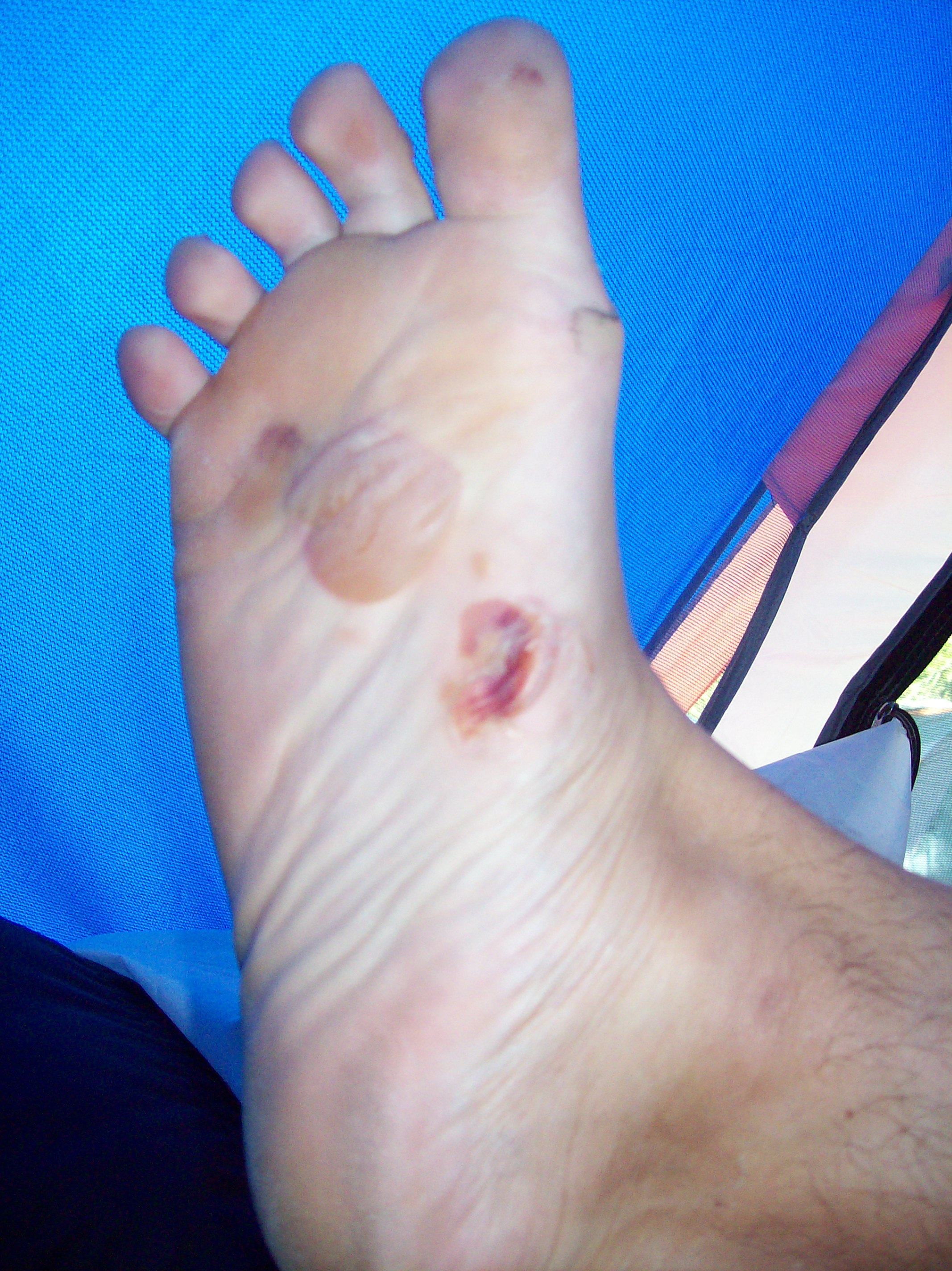
Ampoules formées sur le pied d'une personne souffrant d'épidermolyse bulleuse épidermolytique de type Weber-Cockayne.

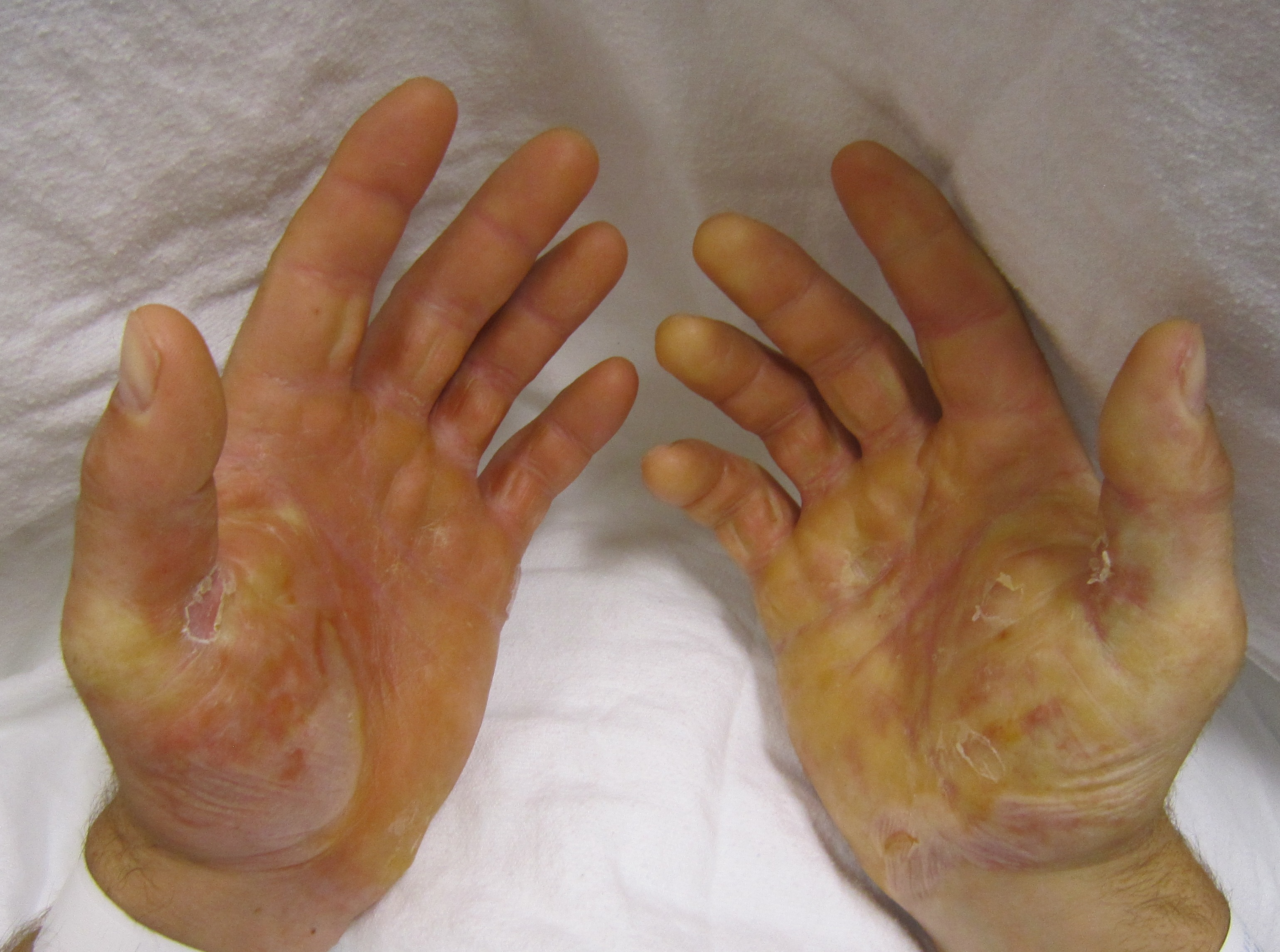
Épidermolyse bulleuse simple

L’épidermolyse bulleuse est classifiée par le niveau morphologique de décollement dans la peau. Elle se divise en 4 types majeurs:

### Épidermolyse bulleuse simplex (EBS)
L'épidermolyse bulleuse simple, aussi appelée simplex ou épidermolytique (EBS), touche les cellules épithéliales situées au niveau de la lame basale. Il s’agit d’une mutation à caractère dominant des gènes codants la kératine 5 ou 14, transmise dans la plupart des cas d’une manière autosomique dominante. La kératine constitue des filaments intermédiaires des kératinocytes. La mutation de ces filaments est à l’origine de cette maladie: l’échec de la kératinisation rend les connexions entre les différentes couches de l’épiderme insuffisantes. Elle se traduit par l'apparition de bulles ou de vésicules épidermiques. Celles-ci peuvent avoir  des aspects variés, mais elles se forment généralement à la suite d'un frottement (par exemple lors de la marche). L'EBS est parfois appelée Maladie de Goldscheider (d’après le neurologue Alfred Goldscheider).
Il existe plusieurs formes d’épidermolyse bulleuse simple. Elles se distinguent par l’âge d’apparition de la maladie, sa localisation et la forme des « bulles ». La recherche a découvert plus de 20 types différents d'EB, dont cinq formes cliniques du groupe simple : 
- Type Weber-Cockayne - Elle est aussi appelée épidermolyse bulleuse simple localisée. Ce type d’épidermolyse se manifeste par des bulles uniquement au niveau des pieds et des mains, en particulier sur les paumes et les plantes. Les symptômes apparaissent rarement à la naissance. Les premiers signes apparaissent généralement vers 18 mois et parfois dans l'adolescence. Ils se révèlent à la marche ou un peu plus tard. Les symptômes sont accentués en été. Les traitements pour ce type d’épidermolyse bulleuse est le même que pour une hyperhidrose (une sudation excessive) ;
- Type Koebner, aussi appelée épidermolyse bulleuse simple généralisée - Les premières bulles apparaissent à la naissance ou dans la petite enfance. Les zones du corps atteintes sont nombreuses, et peuvent recouvrir jusqu’à l'intégralité du corps dans les cas les plus graves ;
- Forme avec pigmentation mouchetée ou complètement dépigmentées - Caractérisée par des taches brunes alternant avec des zones hypopigmentées (sous pigmentées). La forme dépigmentée, quant à elle, se situe surtout au niveau du tronc ou des mains. Ces troubles de la pigmentation disparaissent à l'âge adulte. Il s’agit des cas les plus rares et cette maladie peut causer des retards mentaux ;
- Type Dowling-Meara, ou forme herpétiforme - Cette forme est plus sévère, parfois mortelle. Les bulles sont évidentes dès la naissance ;
- Type Ogna - Elle se caractérise par l'apparition de bulles hémorragiques au niveau des extrémités.

### Épidermolyse bulleuse jonctionnelle (EBJ)
Voir aussi: Épidermolyse bulleuse jonctionnelle létale
L’épidermolyse bulleuse jonctionnelle (EBJ) affecte la glycoprotéine laminine et la protéine structurale collagène, toutes deux de la matrice extracellulaire. L’EBJ se manifeste par une formation de bulles localisée dans la lamina lucida de la membrane basale, au niveau du plan de clivage dans la zone de jonction entre le derme et l’épiderme. Cette maladie est transmise par un héritage autosomique récessif.
Il existe plusieurs formes cliniques pour l’épidermolyse bulleuse jonctionnelle, par exemple: 
- Forme avec atrésie du pylore - Aussi appelée le syndrome de Carmi, c’est une forme rare associée aux gènes ITGB4 ou ITGA6. Elle se manifeste dès la naissance avec une fragilité cutanée sévère, ainsi qu’une obstruction de la sortie gastrique[7].
- Forme de Herlitz - La forme d’épidermolyse bulleuse la plus létale, elle entraîne une mortalité infantile précoce, généralement entre 6 mois et 2 ans. Elle est liée à une mutation de l’un des trois gènes responsables de la synthèse de la laminine-332.
- Formes Non-Herlitz

### Épidermolyse bulleuse dystrophique (EBD)
Article principal: Épidermolyse bulleuse dystrophique 
L’épidermolyse bulleuse dystrophique (EBD) résulte d’une mutation ou d'anomalies génétiques du gène COL7A1, sur le chromosome 3, codant pour le collagène de type VII. Ces mutations peuvent être autosomiques dominantes ou récessives. Le collagène de type VII est important pour l’attachement de l’épiderme au derme, mais est également présent dans l’épithélium de la muqueuse œsophagienne. Par conséquent, les personnes souffrant de l’EBD peuvent présenter des cicatrices chroniques, des brides et des obstructions œsophagiens.
Cette maladie existe sous plusieurs types : 
- L’épidermolyse bulleuse dystrophique dominante (EBDD), aussi appelée la maladie de Cockayne-Touraine
- L’épidermolyse bulleuse dystrophique récessive (EBDR), ou la variante Hallopeau-Siemens de l’épidermolyse bulleuse
- L’épidermolyse bulleuse dystrophique prétibiale
- L’épidermolyse bulleuse prurigineuse
- L’épidermolyse bulleuse avec absence cutanée localisée congénitale et malformations des ongles
- Dermolyse bulleuse transitoire du nouveau-né (DBTN)

### Épidermolyse bulleuse de Kindler (EBK)
L’EBK (EB Kindler) est causée par des mutations du gène FERMT1 (ou KIND1), qui code pour la protéine kindlin-1, une homologue de la famille des fermitines, localisée au niveau des adhérences focales.

## Cause
L'origine est génétique. L'« accident » génétique provoque une défaillance du système d'adhésion des cellules dermiques et des différentes couches de l'épiderme.
La peau est rendue extrêmement fragile et se décolle au moindre frottement.
De multiples petites vésicules agglutinées sont typiques de la maladie et la survenue de bulle hémorragique est habituelle.
La sévérité des manifestations varie grandement, tant dans une même famille qu'entre les individus touchés, allant de forme peu sévères à des formes mutilantes, voire mortelles. La douleur est permanente mais varie beaucoup selon le type d'EB.
Une hyperkératose des mains et des pieds survient dans l'enfance et peut devenir une source de plaintes majeures chez les personnes atteintes dans la vie adulte. Des troubles de la croissance des ongles et un millium cutané sont habituels.
Une amélioration peut survenir tardivement dans l'enfance.
La chaleur améliore l'état de certains malades.Des troubles de l'alimentation traduisent une atteinte des muqueuses digestives.

## Diagnostic
Parce que le clivage se fait très près de la jonction dermoépidermique, la microscopie électronique permet seule de faire la différence entre une EB dystrophique, jonctionnelle et simple. Pour préciser le plan de clivage, la microscopie électronique a été remplacée par l’immunohistochimie. Pour finir on réalise une immunofluorescence directe en peau saine congelée utilisant des anticorps dirigés contre la laminine 5,  l'anti cytokératine 14, le collagène VII ou IV.
Le diagnostic du type Weber-Cockayne est presque toujours fait par la clinique. Les autres formes nécessitent la biopsie d'une bulle récente, l'étude au microscope électronique ou avec l'aide d'anticorps fluorescents met en évidence le type de lésions.
Le diagnostic génétique est possible mais rarement utilisé en pratique clinique. Il est surtout utilisé pour le conseil génétique.

### Diagnostic différentiel
Une dermatose bulleuse auto-immune est éliminée sur la négativité de l’IFD.  

## Traitements
Il existe 54 gènes de kératine connus, dont plusieurs partagent une structure et des fonctions similaires malgré des spécialisations propres à leurs cellules cibles. Les recherches actuelles visent à réorienter la production des gènes de kératine dysfonctionnels et mutés vers des gènes fonctionnels, afin de réduire les symptômes. Par exemple, une étude publiée en 2007 intitulée « La reprogrammation de la biosynthèse de la kératine par le sulforaphane restaure l’intégrité cutanée dans l’épidermolyse bulleuse simple » a montré que le sulforaphane, un composé présent dans le brocoli, pouvait réduire la formation de cloques dans un modèle murin grâce à des injections chez des souris enceintes et des applications topiques sur les nouveau-nés.
Depuis 2008, la recherche clinique sur la greffe de moelle osseuse pour la RD et l’EBJ a été une réussite chez certains patients. Toutefois, le mécanisme d’action de cette thérapie reste mal compris, car on considère que les cellules souches hématopoïétiques ne contribuent pas aux lignées épithéliales. On estime que les effets bénéfiques résultent plutôt d’une correction croisée par des cellules immunitaires du greffon résidant dans les tissus.
En octobre et novembre 2015, une équipe de chercheurs et de médecins a réussi à soigner un patient atteint de cette maladie grâce à une greffe de peau génétiquement modifiée,.
En 2022, l’Union européenne a approuvé un gel pharmaceutique à base de triterpènes de bouleau, commercialisés sous le nom de Filsuvez. Il est fabriqué à partir d’extrait d’écorce de bouleau verruqueux (Betula pendula) et de bouleau pubescent (Betula pubescens), pour traiter certaines formes d’EB.

## Soins
L’épidermolyse bulleuse chez les nouveau-nés représente un risque infectieux majeur. La prise en charge pluridisciplinaire sera alors essentielle. Il sera nécessaire de mobiliser plusieurs intervenants : les infirmières, les dermatologues, une équipe de lutte contre la douleur, une diététicienne ainsi qu’une équipe de rééducation fonctionnelle. De plus, des spécialistes en génétique peuvent expliquer les causes de la maladie et même accompagner un couple dans un projet parental. Ce sont l’ensemble des interventions du personnel médical qui pourra optimiser un meilleur traitement de la maladie. Les soins de la peau sont souvent longs, soit plusieurs heures par jour, prolongés et douloureux. Ces soins nécessitent également d’être contrôlés régulièrement. De plus, il est important de savoir que la maladie d'épidermolyse bulleuse ne concerne pas seulement la peau. Elle peut entraîner des difficultés de déplacement, une atteinte oculaire, des difficultés alimentaires, ce qui justifie une prise en charge par un corps médical pluridisciplinaire. Elle ne concerne donc pas que le côté visuel et le ressenti psychologique de la maladie.
La prise en charge de cette pathologie comprend la protection de la peau contre les traumatismes et la prévention des infections secondaires. L'activité des enfants doit être adaptées afin de limiter les risques de traumatisme et les nouvelles bulles devront être percées. L'habillement se fera en trois couches : une non adhérente au contact de la peau, une deuxième protection rembourrée et  une couche externe élastique. L'utilisation du chlorure d'aluminium et du cyproheptadine peut réduire la formation de bulles chez certains individus. L'application de kératolytique et d'adoucissant de la peau permet de lutter contre l'hyperkératose. Plusieurs situations sont à éviter : la chaleur, par exemple, peut exacerber les cloques et favoriser les infections. Il est nécessaire de ne pas pratiquer d’activités qui traumatisent la peau. Enfin, en ce qui concerne les pansements, il faut éviter le sparadrap classique.